# Not Giving In
Not Giving In ist ein Lied des britischen Quartetts Rudimental in Zusammenarbeit mit John Newman und Alex Clare. Der Song wurde erstmals am 18. November 2012 in Großbritannien beim Label Asylum Records veröffentlicht und erreichte bereits vor offizieller Veröffentlichung die Charts einiger Länder.

## Musikvideo
Das offizielle Musikvideo wurde am 17. Oktober 2012 auf dem YouTube-Channel Rudimentals online gestellt. In diesem Video, das von Josh Cole gedreht wurde, geht es um Mouse, im echten Leben ein mehrfacher Weltmeister im Breakdance und langjähriger Freund des Regisseurs Josh Cole, sowie um seinen fiktiven Bruder. Während Mouse das Breakdancen für sich entdeckt und sich eine große Fangemeinde erkämpft, schlägt sein Bruder einen falschen Weg ein. Er prügelt sich mit einem anderen Jungen und wird nach dem Kampf von einem dritten erschossen. Die Szenen spielen sich parallel ab. Der Clip wurde komplett in Manila gedreht, alle Darsteller sind auch aus dieser Stadt.

## Kritiken
Kritiker nahmen Not Giving In größtenteils positiv auf. Laut einem Autor von AltSounds wäre das Lied erhebend mit seiner Zusammenstellung aus verschiedenen Live-Instrumenten, Beats und „soulvollen“ Stimmen von Clare und Newman. Lewis Corner von Digital Spy hatte ebenfalls eine positive Meinung:

“John Newman declares in his smooth tone, richer than a double chocolate pud and just as satisfying. Rudimental may not have delivered a game-changer, but when your sound is still this fresh, why bother?”

„John Newman verkündet mit seiner weichen Stimme, reichhaltiger als ein doppelter Schokoladenpudding und genauso sättigend. Rudimental haben vielleicht keinen bahnbrechenden Song geliefert, aber wenn der Sound immer noch so frisch klingt, warum beschweren?“

## Kommerzieller Erfolg

### Chartplatzierungen
Die Single erreichte bereits vor der Veröffentlichung Platz 42 in Australien, sowie Platz 20 in Belgien (Flandern).
| ChartsChartplatzierungen     | Höchstplatzierung | Wochen |
| ---------------------------- | ----------------- | ------ |
| Vereinigtes Königreich (OCC) | 14 (27 Wo.)       | 27     |

### Auszeichnungen für Musikverkäufe
| Land/Region                  | Auszeichnungen für Musikverkäufe (Land/Region, Auszeichnung, Verkäufe) | Verkäufe |
| ---------------------------- | ---------------------------------------------------------------------- | -------- |
| Australien (ARIA)            | 2× Platin                                                              | 140.000  |
| Neuseeland (RMNZ)            | 2× Platin                                                              | 30.000   |
| Vereinigtes Königreich (BPI) | Platin                                                                 | 600.000  |
| Insgesamt                    | 5× Platin ·                                                            | 770.000  |